# Kevin Warwick
Kevin (9 de febrero de 1954, Coventry, Gran Bretaña) es un científico, ingeniero y profesor de Cibernética en la Universidad de Reading. Es conocido por sus investigaciones en interfaces cerebro-computadora, que permiten la comunicación entre el sistema nervioso humano y diversos tipos de computadoras, así como por sus aportes en el campo de la robótica.

## Vida académica
Estudió en la escuela Lawrence Sheriff School en Rugby (Warwickshire). Al terminar la secundaria en 1970 ingresó a la British Telecom, a la edad de 16 años. En 1976 se graduó en la Universidad de Aston y luego obtuvo el Ph.D en el Imperial College London. Warwick es ingeniero registrado, socio de la Institution of Engineering and Technology y del City and Guilds of London Institute.
Trabajó en las universidades de Oxford, Newcastle y Warwick antes de ir a enseñar cibernética en Reading en 1987. 
Es profesor visitante del Universidad Técnica Checa de Praga y en 2004 fue Senior Beckman Fellow en la Universidad de Illinois en Urbana-Champaign. En la Universidad de Reading es el director de la Sociedad para la Transferencia del Conocimiento, que busca que las investigaciones se apliquen a la industria.
El Imperial College y la Academia de Ciencias de la República Checa le han otorgado el alto doctorado en ciencias. Fue presentado en "Los Logros Futuros de la Tecnología de la Salud" en el Instituto de Tecnología de Massachusetts, Fue nombrado miembro honorario de la Academia de Ciencias de San Petersburgo. Fue distinguido con la medalla de la Universidad de Malta del Edward de Bono Institute y en 2004 recibió la medalla IEE Senior Achievement. En 2008 Warwick recibió la Medalla Mountbatten y los doctorados honorarios en ciencias de las universidad de Aston and Coventry.

## Investigaciones y descubrimientos

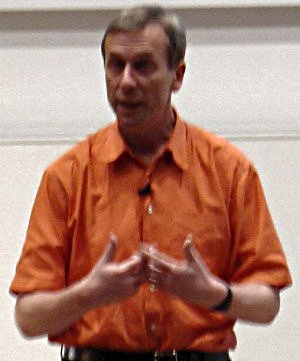
Kevin Warwick en la conferencia Gente del Mañana en 2006 en la Universidad de Oxford.

Warwick ha investigado sobre inteligencia artificial, ingeniería biomédica, sistemas de control y robótica. Muchas de sus primeras investigaciones tuvieron que ver con las áreas de tiempo discreto (no continuo pero con intervalos constantes) y control adaptativo. Introdujo el primer control de representación de estado basado en controladores de autoajuste y unificó representaciones de estado de tiempo discreto del Modelo autorregresivo de media móvil.
Además ha hecho contribuciones en los campos de las matemáticas, ingeniería eléctrica y producción industrial de maquinaria.

### Inteligencia artificial
Actualmente Warwick encabeza un proyecto patrocinado por el Consejo de Investigación de Ingeniería y Ciencias Físicas, que investiga el uso de máquinas de enseñanza y técnicas de inteligencia artificial para estimular adecuadamente y traducir patrones de actividad eléctrica redes neurales culturales vivas con el objetivo de utilizar las redes de trabajo para controlar robots móviles. Así, un cerebro biológico guía el proceso de comportamiento de cada robot. Se espera que el método sea ampliado al control de cabezas de robot.
Previamente Warwick estuvo tras un algoritmo genético llamado Gershwyn, el cual fue capaz de demostrar creatividad al producir canciones pop y sorprendió al componer canciones nuevas escuchando antes otras similares. Gershwyn apareció en el programa de la BBC Mundo del Mañana] en el cual tuvo éxito como  miezclador de música de Manus, un conjunto integrado por cuatro hermanos menores de Elvis Costello. 
Otro proyecto de inteligencia artificial en el cual está involucrado Warwick es la cabeza de robot Morgui. Esta cabeza tiene cinco sentidos (vision, sonido, rayos infrarrojos, ultrasonido y radar) y está siendo usada para construir un sensor unificador de datos. Debido a sus capacidades, el Comité de Ética de la Universidad decidió que cualquier menor de edad que desee interactuar con este robot debe obtener previamente la aprobación de los padres.
Warwick tiene opiniones muy abiertas sobre el futuro, particularmente con respecto a la inteligencia artificial y a su impacto sobre la especie humana y considera que se necesitará cada vez más de la tecnología para superarnos . Cree que tenemos muchos límites que podemos superar gracias a las máquinas, tales como nuestra capacidades sensorio-motoras y así solamente ganado nuevas habilidades podremos repetir: "No hay otro camino, deseo ser solamente humano."

### Robótica
Warwick pretende construir robots que puedan programarse por sí mismos sin intervención exterior pero operando en red, en grupo, reivindicando la  autoorganización y seguramente habrá avances proximanente en esta área. En particular, los trabajos de Francisco Varela y Humberto Maturana, hasta ahora en el campo de la especulación pura, han llegado a ser una vez inmediatamente relevantes ahora con respecto a inteligencia sintética.
Los sistemas tipo Cyborg no solamente son homeostáticos (son capaces de conservar estables las condiciones internas en diferentes ambiente) sino que además son capaces de adaptarse para sobrevivir. Probar las hipótesis de Varela y Maturana por medio de dispositivos sintéticos es el mayor y más serio asunto en los debates entre Warwick y los científicos dedicados a investigaciones similares. "Pulling the plug" sobre dispositivos independientes puede no ser tan sencillo como parece, porque si el dispositivo exhibe suficiente inteligencia y asume un nivel de diagnóstico y pronóstico, podemos en última instancia un día ser forzados a decidir entre lo que podría decirnos como contraintuitiva (pero correcto) y nuestro impulso a desconectar causado por nuestra percepción limitada e "intuitiva". En un análisis más complejo, puede que ya sea posible una "selección natural" en la cual las redes neuronales sean el principal operador.
En la edición de 1999 del Libro Guinness de récords mundiales registra que Warwick hizo el primer robot experimental que aprendía en internet. Un robot con un cerebro de red neuronal artificial aprendió como moverse en el entorno en Reading y luego le enseñó por internet a otro robot de la Universidad de Buffalo a comportarse de la misma manera. El nuevo programa del robot en Estados Unidos no fue hecho por un humano sino por otro robot que se basó en lo que él por sí mismo había aprendido.
Hissing Sid wfue un gato robot cat que Warwick llevó a una gira de conferencias por Rusia patrocinada por el British Council y fue presentado en la Universidad Estatal de Moscú. Sid debe su nombre al impulsor neumático usado para mover sus piernas al caminar. Este robot también apareció en el programa de televisión de la BBC Blue Peter] y llegó a ser más conocido cuando la British Airways no le expidió un pasaje porque está prohibido llevar animales en la cabina.
Warwick también fue el responsable de la "silla mágica" que Sir Jimmy Savile usó en el programa de la BBC Jim'll Fix It. La silla le suministró té a Jim y preparó las escarapelas para colocarle a los invitados. Incluso el mismo Warwick apareció en el programa haciendo arreglos con robots.

### ProyectoCyborg
Probablemente el más famoso proyecto de investigación emprendido por Warwick (origen de su apodo "Captain Cyborg", dado por The Register) es el conjunto de experimentos conocido como Proyecto Ciborg, como parte del cual él se ha implantado un chip en su brazo, llegando a ser un «ciborg».
La primera fase de esta investigación, que comenzó el 24 de agosto de 1998 incluyó un transmisor RFID que fue implantado bajo la piel de Warwick y fue usado como control remoto de puertas, luces, calefactores y otros dispositivos computarizados mediante señales de proximidad. El propósito principal de este experimento era probar los límites de lo que aceptaría el cuerpo y qué tan fácil sería recibir una señal significativa del chip.
La segunda etapa probó una interfaz neuronal más compleja diseñada y construida especialmente para el experimento por el Dr. Mark Gasson y su equipo en la Universidad de Reading. El dispositivo fue implantado el 14 de marzo de 2002 en el sistema nervioso de Warwick. El electrodo de distribución insertado constaba de 100 electrodos, a 25 de los cuales podía accederse en cualquier momento, mientras que el nervio mediano controlaba el paso de las diversas señales. El experimento fue exitoso y la señal producida fue tan detallada, que un brazo robot construido por un colega de Warwick, el Dr Peter Kyberd, fue capaz de reproducir los movimientos del brazo de Warwick.
Por medio del implante, el sistema nervioso de Warwick' fue conectado a internet en la Universidad de Columbia, Nueva York. Desde allí él fue capaz de controlar el brazo robot de la Universidad de Reading y de obtener respuesta de sensores en los dedos. También conectó con éxito los sensores ultrasónicos en una gorra de béisbol y experimentó así una forma de percepción nueva.
Muy publicitada ha sido una extensión del experimento, en la cual un distribuidor fue implantado en la esposa de Warwick con el objetivo de crear alguna forma de telepatía o de empatía usando el Internet para comunicar las señales desde lejos. Fue también un éxito y por primera vez se produjo una comunicación puramente electrónica entre el sistema nervioso de dos seres humanos. Finalmente, el efecto del implante sobre las funciones de la mano de Warwick fue medido usando el Procedimiento de Evaluación de la Mano (SHAP) de la Universidad de Southampton. Se teme que la interconexión directa de los implantes con el sistema nervioso pueda causar algún daño pero en el experimento no se encontró ningún cambio mensurable.
Además de su trabajo en el Proyecto Cyborg, Warwick ha participado en varios de los mayores desarrollos de la robótica en el Departamento de Cibernética de Reading, incluido "los siete enanitos", unos robot reales o Cyborg que aparecieron en la portada de la revista Real Robot.

#### Implicaciones y críticas del Proyecto Cyborg
Warwick y sus colegas argumentan que el Proyecto Cyborg permitirá diseñar nuevos dispositivos para resolver los problemas de pacientes con daños en el sistema nervioso, así como abrir el camino para hallazgos más ambiciosos.  Algunos consideran que podría llevar a una tecnología para la telepatía o "teclepatía" Warwick mismo afirma que su polémico trabajo es importante porque prueba directamente los límites desconocidos de la capacidad humana para integrarse con los sistemas automatizados.
La controversia se generó en agosto de 2002 tras los asesinatos de dos niñas en Soham, cuando Warwick ofreció implantar un dispositivo de localización en una niña de 11 años. El plan produjo una reacción mixta, apoyo de padres preocupados y cuestionamientos sobre los alcances éticos sobre el control absoluto de la vida de las personas. La propuesta no fue acogida.
Los dispositivos de localización son comúnmente usados por las joyerías y almacenes de ropa cara y en automóviles para evitar el robo. Incluso en algunos países latinoamericanos donde los secuestros son frecuentes. La empresa VeriChip desde 2001 expande su línea de implantes médicos, con GPS.

### Bioética
Warwick encabeza varios proyectos de la Comunidad Europea en la Universidad de Reading tales como FIDIS que analiza lo concerniente al futuro de la identidad y ETHICBOTS que estudia los aspectos éticos de los robots y cyborgs. Además trabaja con Daniela Cerqui, una antropóloga cultural de la Universidad de Lausana, los aspectos antropológicos, sociales, filosóficos y culturales al respecto.
Los campos de interés de Warwick tienen muchas implicaciones éticas, algunas debido a los experimentos con seres humanos. Los dilemas éticos en sus investigaciones son presentados como casos de estudio a los estudiantes y profesores de ciencias por el Instituto de Física como parte del nivel avanzado de estudios. Su trabajo también ha sido discutido directamente por el Consejo Asesor de la Presidencia sobre Bioética y el Panel de Seguimiento de Compromisos.

### Estimulación profunda del cerebro
Junto con Tipu Aziz y su equipo, en el Hospital John Radcliffe de Oxford y John Stein de la Universidad de Oxford, Warwick está contribuyendo a desarrollar la nueva generación de estimulación profunda del cerebro para tratar la enfermedad de Parkinson. En vez de estimular el cerebro todo el tiempo, su objetivo es lograr que el dispositivo prediga cuando el estímulo es necesario y aplicar las señales antes de que cualquier temblor ocurra, para pararlo antes de que él incluso comience.

### Actividad pública
Warwick ha encabezado proyectos escolares tendientes a interesar en la tecnología a los niños. En 2000 recibió el Premio Millennium del Consejo de Investigación de Ingeniería y Ciencias Físicas, por su Liga Escolar del Robot. En 2007, 16 equipos escolares participaron en el diseño de un robot humanoide bailarín, un evento patrocinado por el Science Museum (London). Este proyecto titulado 'Androids Advance' was supported by EPSRC y fue presentado en la televisión china.
Warwick fue designado en 2001 como integrante del Consejo del Fondo para la Educación Superior en Inglaterra  en el Ejercicio de Evaluación de las Investigaciones, panel sobre Ingeniería Eléctrica y Electrónica y fue diputado jefe del mismo panel en 2008. También forma parte del comité de investigación sobre perros guiás para la Asociación de Ciegos.
Kevin ha participado en tres ocasiones como un Interrogador Turing, juzgando máquinas en 2001, 2006 y 2008 en la competencia por el Premio Loebner  plataformas para un "juego de imitación", según lo ideado por Alan Turing.
Warwick ha aparecido en numerosos programas de televisión sobre la inteligencia artificial, la robótica y sobre el papel de la ciencia ficción en el desarrollo científico. además de haber sido invitado a varios shows televisados. También ha sido entrevistado por muchas revistas.

## Publicaciones
Warwick ha escrito varios libros y muchos artículos. Sus libros más conocidos son: 
- Warwick, Kevin (2001). QI: The Quest for Intelligence. Piatkus Books. ISBN 0749922303.
- Warwick, Kevin (2004). I, Cyborg. University of Illinois Press. ISBN 0252072154.
- Warwick, Kevin (2004). March of the Machines: The Breakthrough in Artificial Intelligence. University of Illinois Press. ISBN 0252072235.